# Barry McCoy

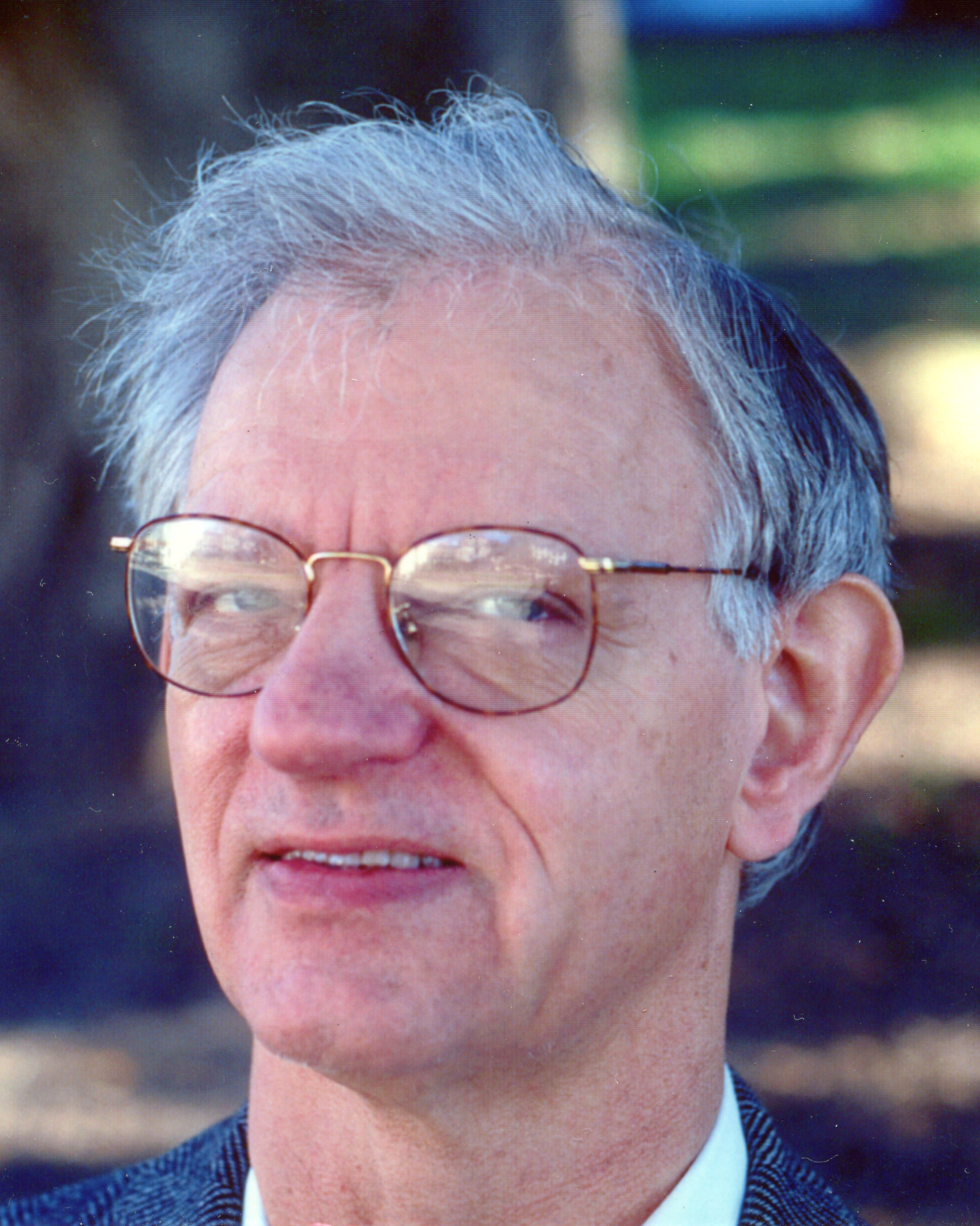
Barry McCoy

Barry Malcolm McCoy (* 14. Dezember 1940 in Trenton, New Jersey) ist ein US-amerikanischer theoretischer Physiker.
McCoy machte seinen Bachelor-Abschluss 1963 am Caltech und promovierte 1967 in Harvard bei Tai Tsun Wu (Spin correlations of the two dimensional Ising model). Danach ging er an die State University of New York at Stony Brook, wo er 1969 Assistant Professor wurde und zurzeit Professor ist (seit 1979 Distinguished Professor of Physics). Er war Gastprofessor in Kyōto, an der Australian National University in Canberra und am Institute Henri Poincare in Paris. 1973 erhielt er ein Forschungsstipendium der Alfred P. Sloan Foundation (Sloan Research Fellowship).
McCoy arbeitete am Isingmodell (kritisches Verhalten an Rändern, Verhalten im Magnetfeld, Differenzengleichungen für dessen Korrelationsfunktionen), Quanten-Spinketten und anderen integrablen Modellen der statistischen Mechanik. Er ist einer der Mitentdecker des chiralen Potts-Modells. Er beschäftigte sich auch mit Quantenfeldtheorie, Fermionen-Darstellung konformer Feldtheorien, nichtlineare Differentialgleichungen und Rogers-Ramanujan-Identitäten.
Seine Entdeckung (1976, mit Wu und anderen), dass die Korrelationsfunktionen im Isingmodell Lösungen nichtlinearer Differentialgleichungen (vom Painlevé-Typ) sind, stand als Anfang für ähnliche Untersuchungen bei weiteren Gittermodellen in den 1980er Jahren.
1999 erhielt er den Dannie-Heineman-Preis für mathematische Physik. 1998 war er Invited Speaker auf dem Internationalen Mathematikerkongress in Berlin (Rogers-Ramanujan identities: a century of progress from mathematics to physics mit Alexander Berkovich).